# JK Business
In der Kultur Japans bezeichnet JK Business (japanisch JKビジネス jē·kē·bijinesu) bezahltes Dating mit minderjährigen Mädchen. Dabei steht die Abkürzung JK für joshi kōsei (女子高生), was Oberschülerin bedeutet. Ein typischen Szenario für die Anbahnung ist, dass eine Oberschülerin Flyer verteilt, auf denen sie mit einem „JK Spaziergang“ (JKお散歩 jē·kē·osanpo) oder „Spaziergang-Date“ wirbt. Als die Polizei auf diese Praktik aufmerksam wurde, substituierte das „sanpo business“ (etwa deutsch Spazierengehen-Geschäft; Spaziergang-Geschäft) sie teilweise. Dabei wird ein Mädchen dafür bezahlt, einem Mann Gesellschaft zu leisten, indem es mit ihm spazieren geht oder sich mit ihm unterhält. Eine andere Aktivität, die beworben wird, ist Reflexzonenmassage (rifure, リフレ vom englisch reflexology). Viele der Mädchen arbeiten in Akihabara, einem Ortsteil von Tokio.
Das U.S. State Department berichtete 2017, dass die japanische Regierung „nicht vollkommen die minimalen Anforderungen für die Abschaffung von Menschenhandel“ erfüllt. Dies wurde damit begründet, dass „die Prostitution Minderjähriger immer noch gesellschaftlich hingenommen wird“. 
Im Bericht von 2018 wurde Japan jedoch schon als Tier-1-Nation eingestuft, welche die Minimalanforderungen voll erfüllt.
Yumeno Nito, der eine Bekämpfung des Phänomens fordert, hat in Tokio eine Stiftung gegründet, die den Mädchen helfen soll. Japan wurde von Kulturanthropologen als Schamkultur beschrieben. Diese mache es Mädchen, die von zu Hause weglaufen, schwer, Hilfe zu suchen, sodass sie leicht Opfer von Menschenhändlern der Sexindustrie würden.